# Bear Creek, Quận Waupaca, Wisconsin
Bear Creek là một thị trấn thuộc quận Waupaca, tiểu bang Wisconsin, Hoa Kỳ. Năm 2010, dân số của thị trấn này là 816 người.